# Kommission
För kommission i betydelsen att köpa eller sälja något för annans räkning, se kommissionär.
Kommission är en nämnd som bildats för ett visst projekt, till exempel en utredning.
I Sverige under 1600- och 1700-talen kunde kommissioner ha dömande funktioner. Sådana domstolar kallades också kommissorialrätter. Kommissorialrätterna var tillfälliga och dess medlemmar, kommissionärerna, tillsattes av Kunglig Majestät, och fick sedan de utsetts resa ut på plats i landet för att rannsaka och döma i brottmålet. Målen var som regel av allvarligaste slag, och innefattare trolldomsrannsakelser, högmålsbrott, samt rannsakningar av ämbetsmäns tjänsteutövning.

## Europeiska kommissioner
Inom europeiskt mellan- och överstatligt samarbete finns det och har funnits ett flertal kommissioner. Den viktigaste är Europeiska kommissionen inom Europeiska unionen, som bildades 1967 genom en sammanslagning av de tre olika kommissionerna vid Europeiska ekonomiska gemenskapen, Europeiska atomenergigemenskapen och Europeiska kol- och stålgemenskapen. Genom bildandet av Europeiska ekonomiska samarbetsområdet 1994 upprättade de deltagande Efta-länderna en egen motsvarighet till Europeiska kommissionen kallad Eftas övervakningsmyndighet.
Europakommissionen var en människorättskommission vid Europarådet som mellan 1953 och 1999 granskade vilka fall som skulle tas upp till prövning vid Europadomstolen.